# Scandic Talk Hotel
Le Scandic Talk Hotel anciennement Rica Talk Hotel est un hôtel situé dans le quartier d'Älvsjö à Stockholm en Suède.

## Description
Le Scandic Talk Hotel, est un hôtel situé à Mässvägen 2, près du Centre de congrès et d'expositions de Stockholm (sv), dans le sud de Stockholm.
L'édifice mesure 72 mètres de haut et comprend 19 étages et 248 chambres.
Le bâtiment a été construit par Rosenbergs Arkitekter et a ouvert ses portes le 23 mai 2006 ,.
Hôtels Scandic a acquis l'hôtel en 2014 lors de son achat de Rica Hotels.

## Galerie

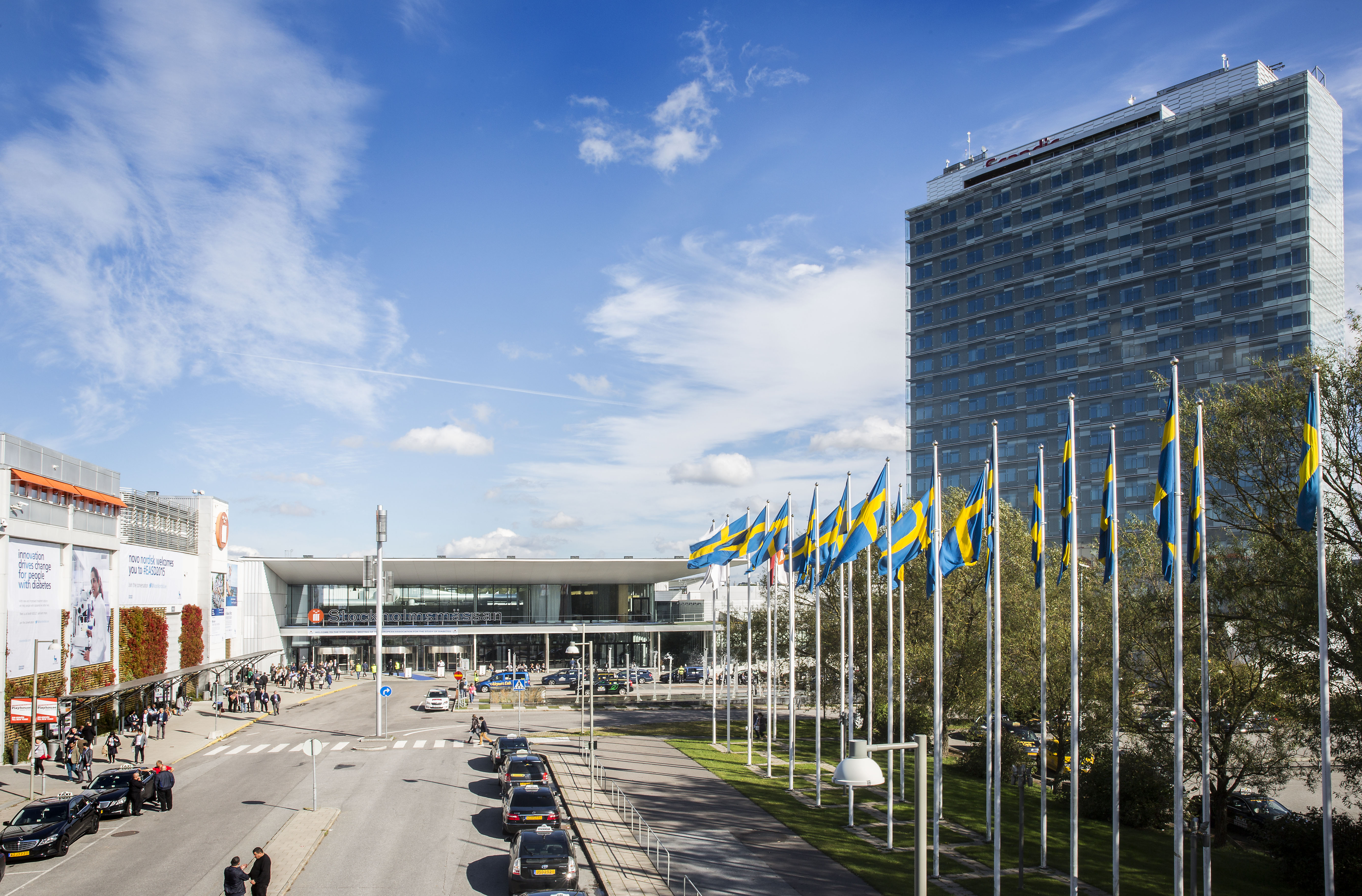
Le centre de congrès et l'hôtel.
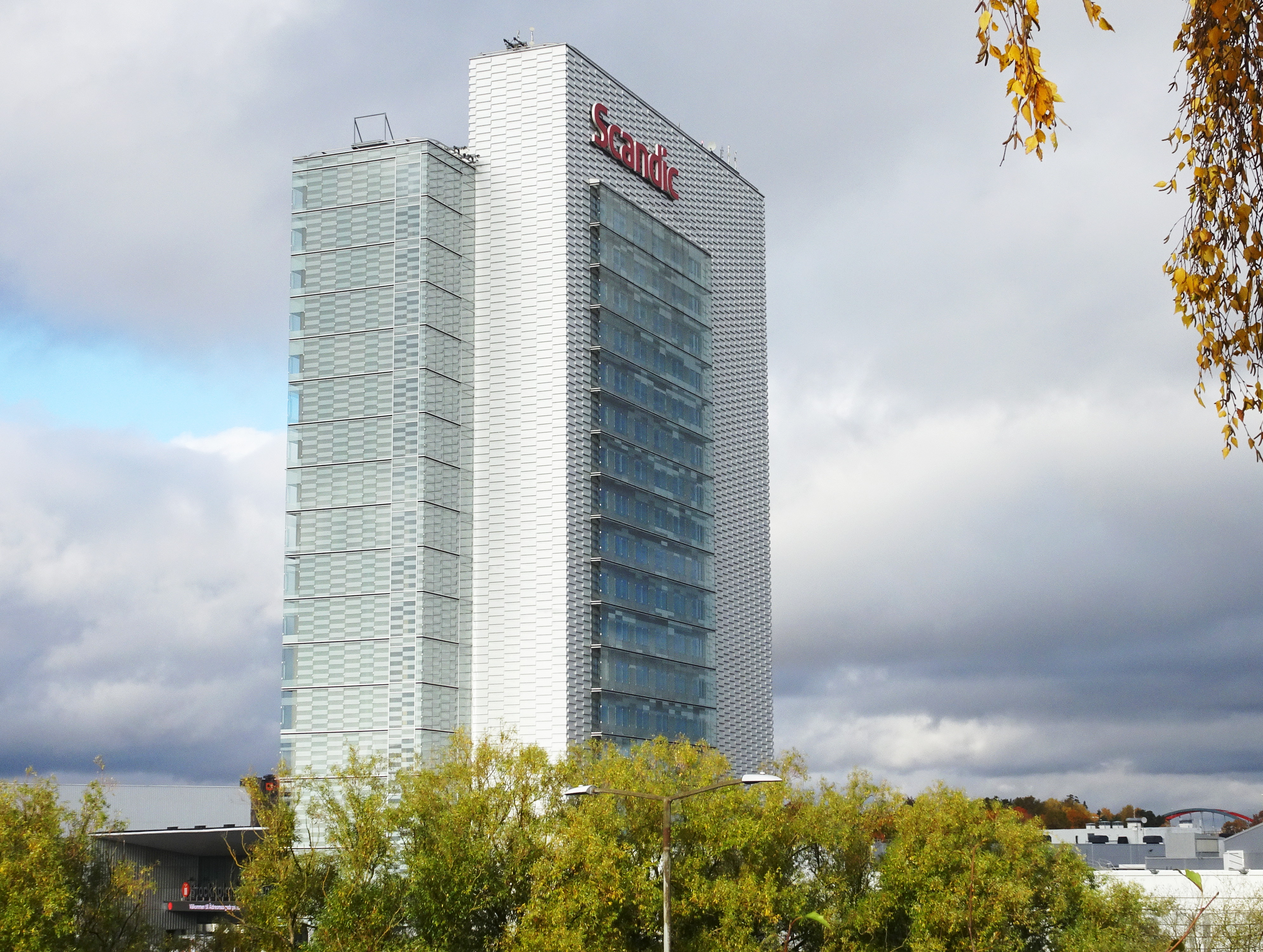
L'hôtel.
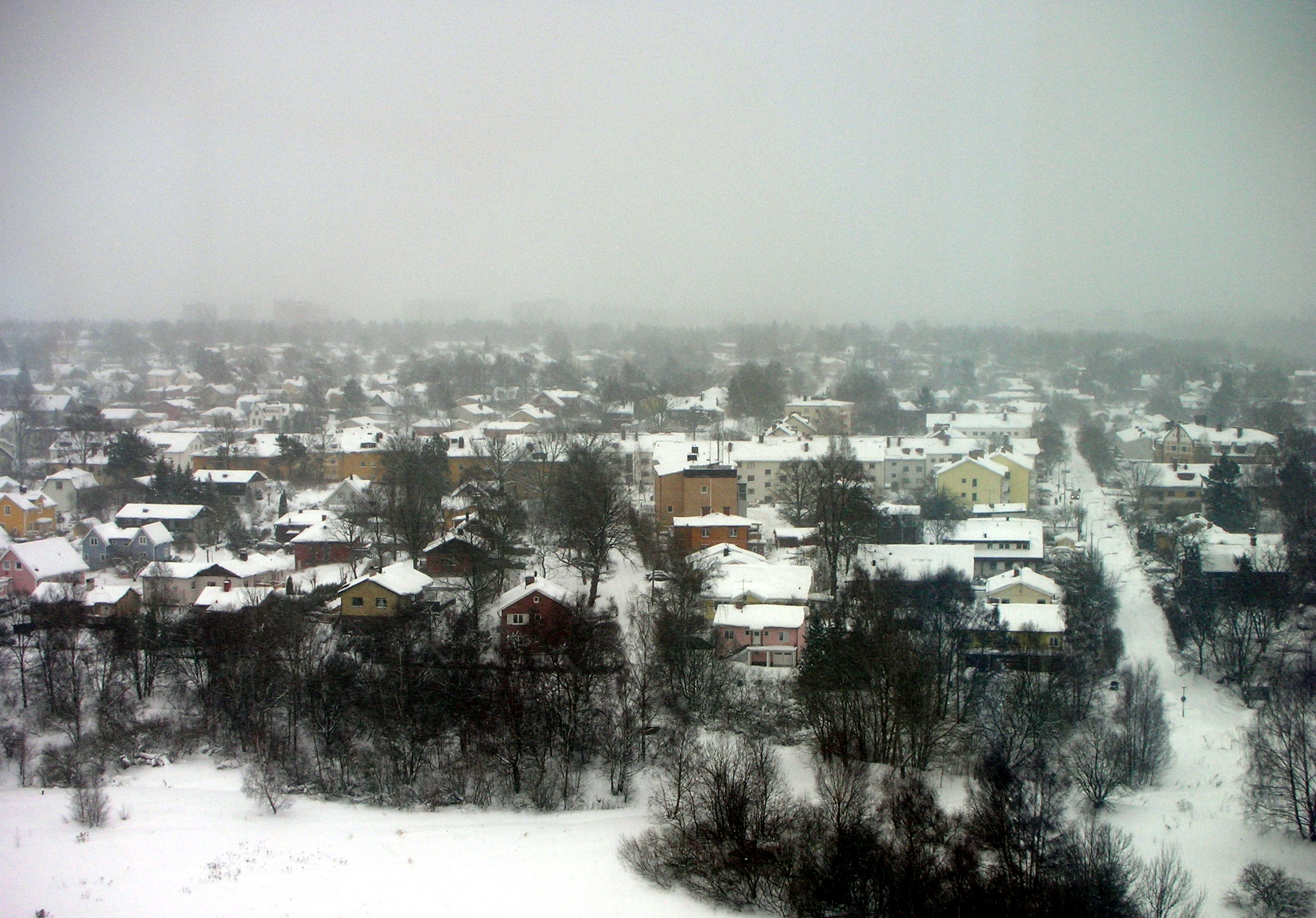
Älvsjö vu de l'hôtel.

## Voir  aussi